# Papirs Chester Beatty

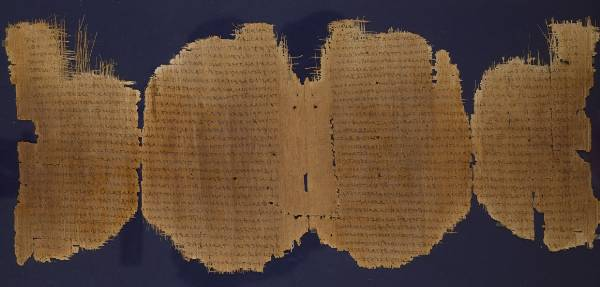
Papir 45 de la col·lecció Chester Beatty, a on hi ha parts del Evangeli segons Lluc.

La Chester Beatty Papyri és una col·lecció de manuscrits de textos bíblics escrits sobre papir. Els manuscrits estan en idioma grec i són d'origen cristià. Hi ha onze manuscrits en el grup, set d'ells són llibres de l'Antic Testament, tres són del Nou Testament, i un és part del Llibre d'Henoc i de litúrgia cristiana no identificada. La major part estan datats en el segle iii i es conserven en la Biblioteca de Chester Beatty i una altra part en la Universitat de Michigan.
- Estan dividits en tres categories:
  - Papir Chester Beatty 1 (P45)
  - Papir Chester Beatty 2 (P46)
  - Papir Chester Beatty 3 (P47)

Els papirs foren probablement adquirits a antics comerciants il·legals. Les circumstàncies exactes de la seva troballa no estan clares. Una versió diu que els manuscrits estaven en gerres a prop de les runes de l'antiga ciutat de Atfih, a Egipte. Una altra versió afirma que la col·lecció fou trobada a prop d'el Faium, una altra ciutat egípcia.
La majoria dels papirs foren comprats a un mercader per Alfred Chester Beatty, nom amb què es bateja actualment aquests manuscrits, malgrat algunes fulles foren adquirides per la Universitat de Michigan i per alguns altres col·leccionistes i institucions. Les primeres pàgines es van presentar el 19 de novembre de 1931, malgrat la resta no seria adquirida fins a la dècada següent.
Frederic G. Kenyon, publicà un treball de 8 volums de 1933 a 1958, sobre els manuscrits: The Chester Beatty Biblical Papyri: Descriptions and Texts of Twelve Manuscripts on Papyrus of the Greek Bible. Els papirs són catalogats generalment com P. Chester Beatty seguit per la numeració romana corresponent entre I-XII, una per cada manuscrit. El nom "Chester Beatty Papyri" pot també referir-se a la col·lecció de tots els manuscrits que Alfred Chester Beatty adquirí al llarg de tota la seva vida.